# Neil Jukes
Pas d'image ? Cliquez ici

a Compétitions nationales et continentales officielles uniquement.

Neil Jukes (né en 1976) est un ancien joueur de rugby à XIII reconverti entraîneur. En tant que joueur, il a joué sous le maillot des Centurions de Leigh dans les années 1990. En tant qu'entraîneur, il prend en main les Centurions de Leigh après le départ de Paul Rowley aux Raptors de Toronto lors de leur retour en Super League en 2016 après y avoir été entraîneur-adjoint entre 2009 et 2015.